# Pune (Division)
Pune (Marathi पुणे विभाग) ist eine Division im indischen Bundesstaat Maharashtra.

## Distrikte
Die Division  gliedert sich in fünf Distrikte:
| Distrikt | Hauptstadt | Fläche in km² | Einwohner (Stand: 2001) | Bev.-Dichte in E/km² |
| -------- | ---------- | ------------- | ----------------------- | -------------------- |
| Kolhapur | Kolhapur   | 7.685         | 3.515.413               | 301                  |
| Pune     | Pune       | 15.642        | 9.924.224               | 462                  |
| Sangli   | Sangli     | 8.578         | 2.583.524               | 301                  |
| Satara   | Satara     | 10.484        | 2.796.906               | 267                  |
| Solapur  | Solapur    | 14.845        | 3.849.543               | 259                  |